# Kommission für vertrauliche Angelegenheiten
Die Kommission für vertrauliche Angelegenheiten (lateinisch Commissio de Negotiis reservatis, italienisch Commissione di Materie Riservate) ist ein Wirtschaftsgremium der Römischen Kurie.
Die Kommission wurde am 29. September 2020 von Papst Franziskus eingerichtet. Die Schaffung dieses Gremiums war in Artikel 4 §2 der „Vorschriften über Transparenz, Kontrolle und Wettbewerb bei öffentlichen Aufträgen des Heiligen Stuhls und des Staates Vatikanstadt“ vorgesehen, die am 1. Juni 2020 erlassen wurden.
Die Einrichtung ist nach der Apostolischen Konstitution Praedicate Evangelium der Abteilung VII. Wirtschaftliche Organe zugeordnet mit Verweis auf Artikel 225 bis 226 der Apostolischen Konstitution über die römische Kurie und ihren Dienst für die Kirche in der Welt (Praedicate Evangelium). Die Kommission für vertrauliche Angelegenheiten ist dafür zuständig:
- jede Handlung juristischer, wirtschaftlicher oder finanzieller Art zu genehmigen, die zum Wohle der Kirche oder von Einzelpersonen der Geheimhaltung unterliegt und der Kontrolle und Überwachung durch die zuständigen Organe entzogen ist;
- Verträge des Heiligen Stuhls, die nach dem Gesetz der Vertraulichkeit unterliegen, zu kontrollieren und zu überwachen.
- Die Kommission setzt sich nach ihren eigenen Statuten aus Mitgliedern zusammen, die vom Papst für fünf Jahre ernannt werden. Sie wird von einem Präsidenten geleitet, der von einem Sekretär unterstützt wird.

Papst Franziskus hat am 29. September 2020 zur Gründung Kardinal Kevin Farrell zum Präsidenten der Kommission für vertrauliche Angelegenheiten und Filippo Iannone OCarm zum Sekretär ernannt. Zu Mitgliedern dieser Kommission wurden außerdem Kardinal Fernando Vérgez Alzaga LC, Nunzio Galantino und Juan Antonio Guerrero Alves SJ ernannt. Am 2. Oktober 2023 folgte Giordano Piccinotti SDB, auf Nunzio Galantino und Maximino Caballero Ledo auf Juan Antonio Guerrero Alves.